# Acalypha nubicola
Acalypha nubicola é uma espécie de flor do gênero Acalypha, pertencente à família Euphorbiaceae.